# Sternopriscus clavatus
Sternopriscus clavatus är en skalbaggsart som beskrevs av Sharp 1882. Sternopriscus clavatus ingår i släktet Sternopriscus och familjen dykare. Inga underarter finns listade i Catalogue of Life.

## Bildgalleri

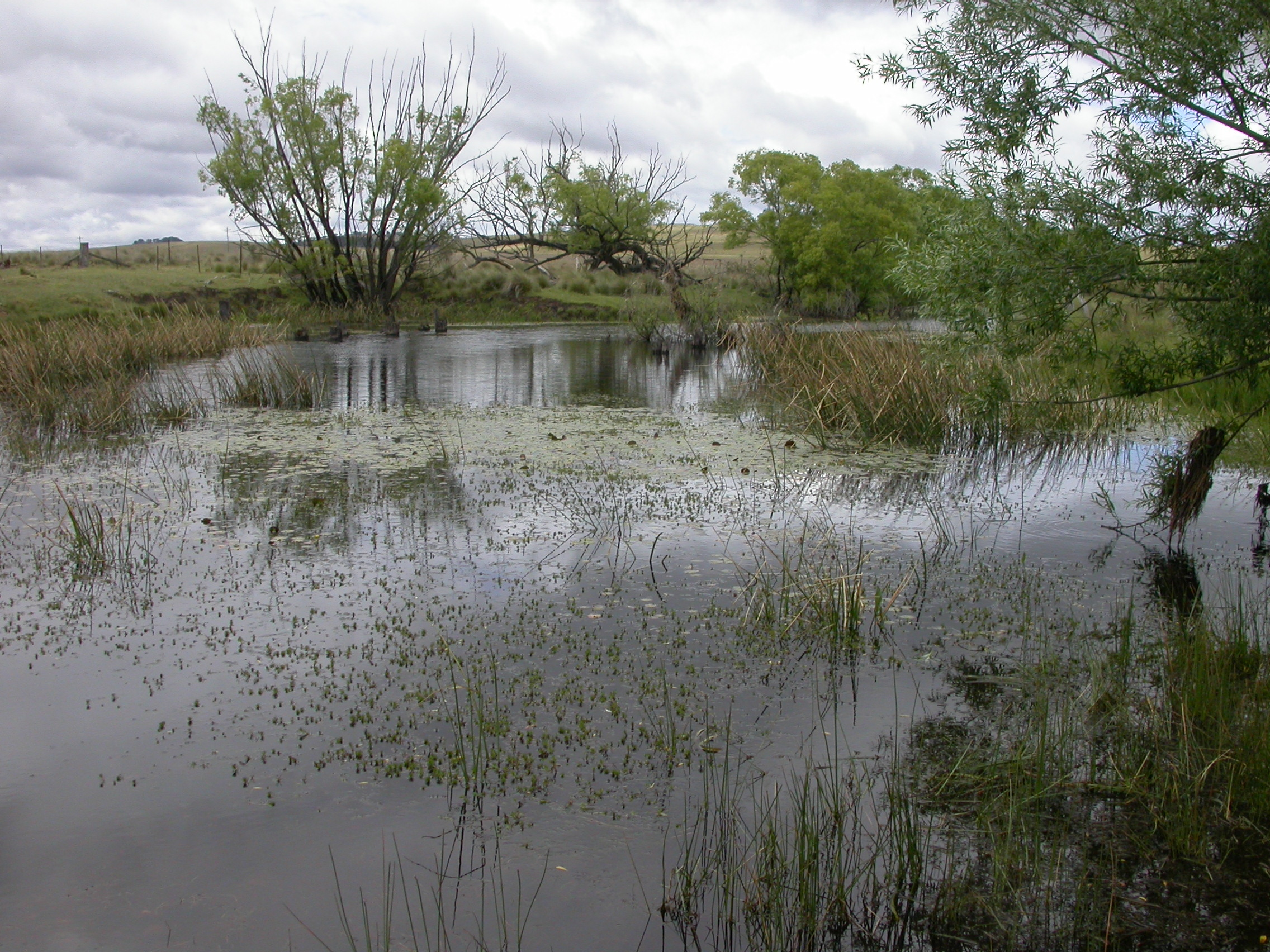